# Popayán

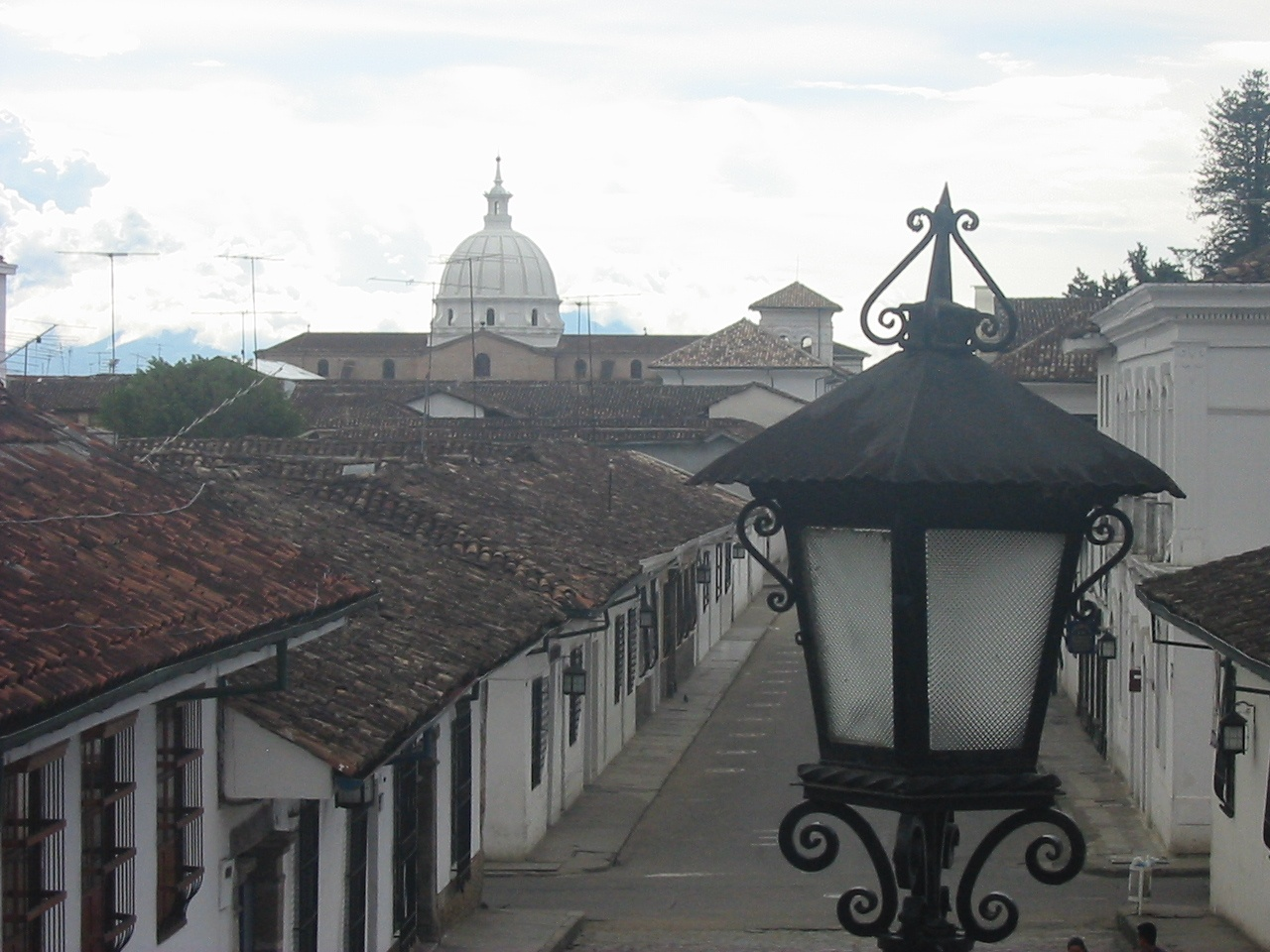
Centre històric de Popayán

Popayán és una ciutat de Colòmbia, capital del Departament de Cauca. Està situada a la Vall de Pubenza, a l'occident del país. Segons el cens de 2005 tenia 265.702 habitants, ocupa una superfície 512 km², i està a 1760 m sobre el nivell del mar.

## Toponímia
La teoria més acceptada, provinent de l'historiador Diego Castrillón Arboleda, assenyala que el nom de Popayán prové d'una alteració fonètica de les paraules emeses pels indígenes asteques portats com intèrprets quan van ser consultats pel nom d'aquestes terres. "Pop-Pioyá-n", on Pop es tradueix com "Gran Cacic", "Pioyá", que fa referència al cacic que governava aquestes terres i la "n", terminació que els asteques donaven a les paraules que representen llocs (com per exemple Yucatán, Teotihuacán). Tot això significaria que es trobaven en les terres del "Gran cacic Pioyá".
Altrament, segons l'historiador Arcesio Aragón, l'origen del topònim és Pampayán, derivaria de dues paraules quítxues: pampa, que significa vall, lloc, pas; i yan, que vol dir riu. Pas del riu, ja que per allà hi passa el riu Cauca.

## Geografia física

Mapa Rural i urbà de Popayán

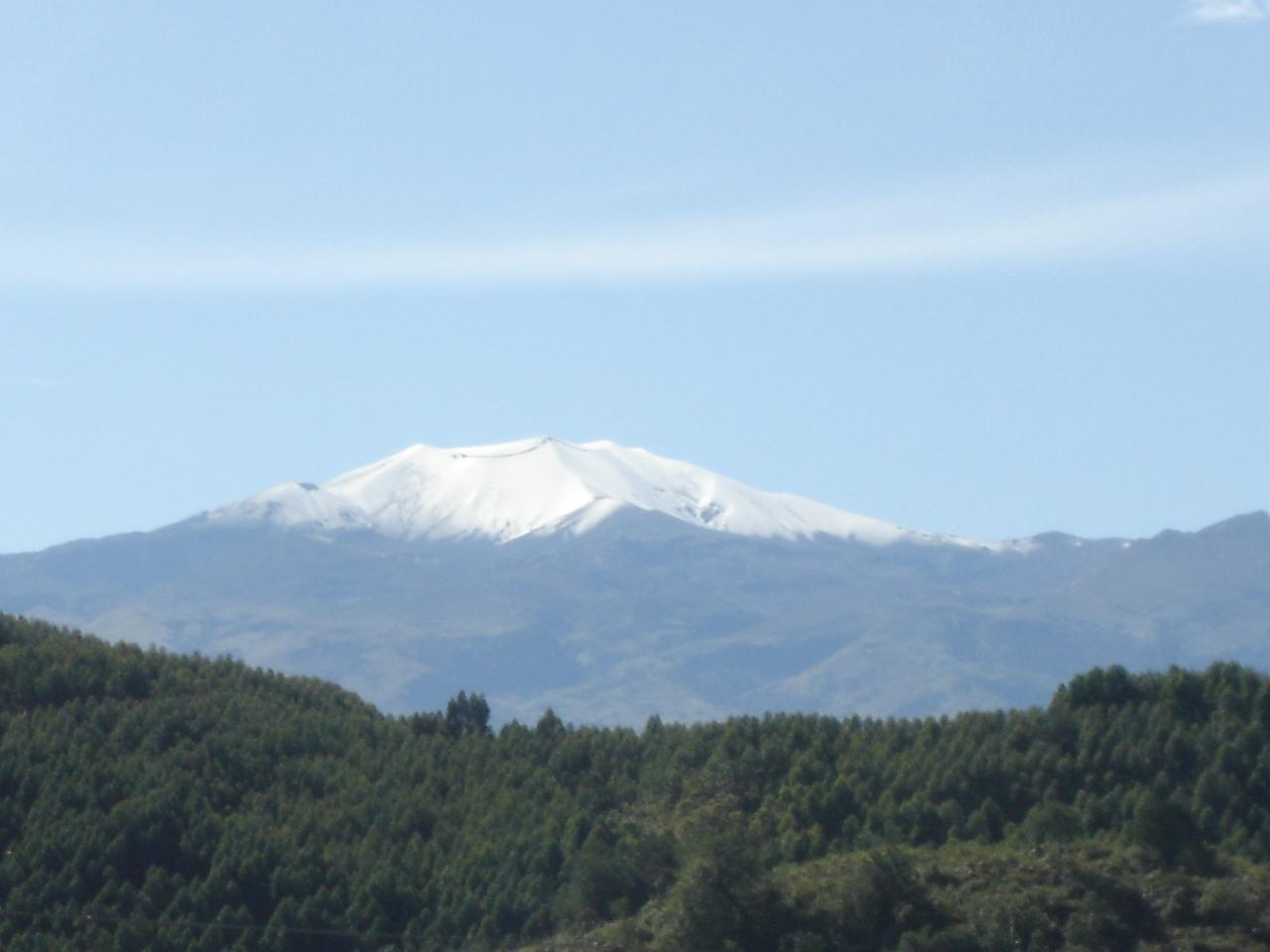
El Volcà Puracé, a 22 km de Popayán

La seva pluviometria mitjana és de 1.941 litres. La seva temperatura mitjana és de 18-19 °C durant tot l'any i es registren temperatures màximes de fins a 29 °C i mínimes de 10 °C.

## Fundació de la ciutat
El 24 de desembre de 1536, el capità Juan de Ampudia ocupà militarment el lloc anomenat loma de El Azafate, on habitava el cacic o yasgüén, perquè l'Adelantado don Sebastián de Belalcázar fundés una nova ciutat el 13 de gener de 1537. Belalcázar cercava el mític El Dorado. Belalcázar també va fundar San Francisco de Quito i Santiago de Cali.

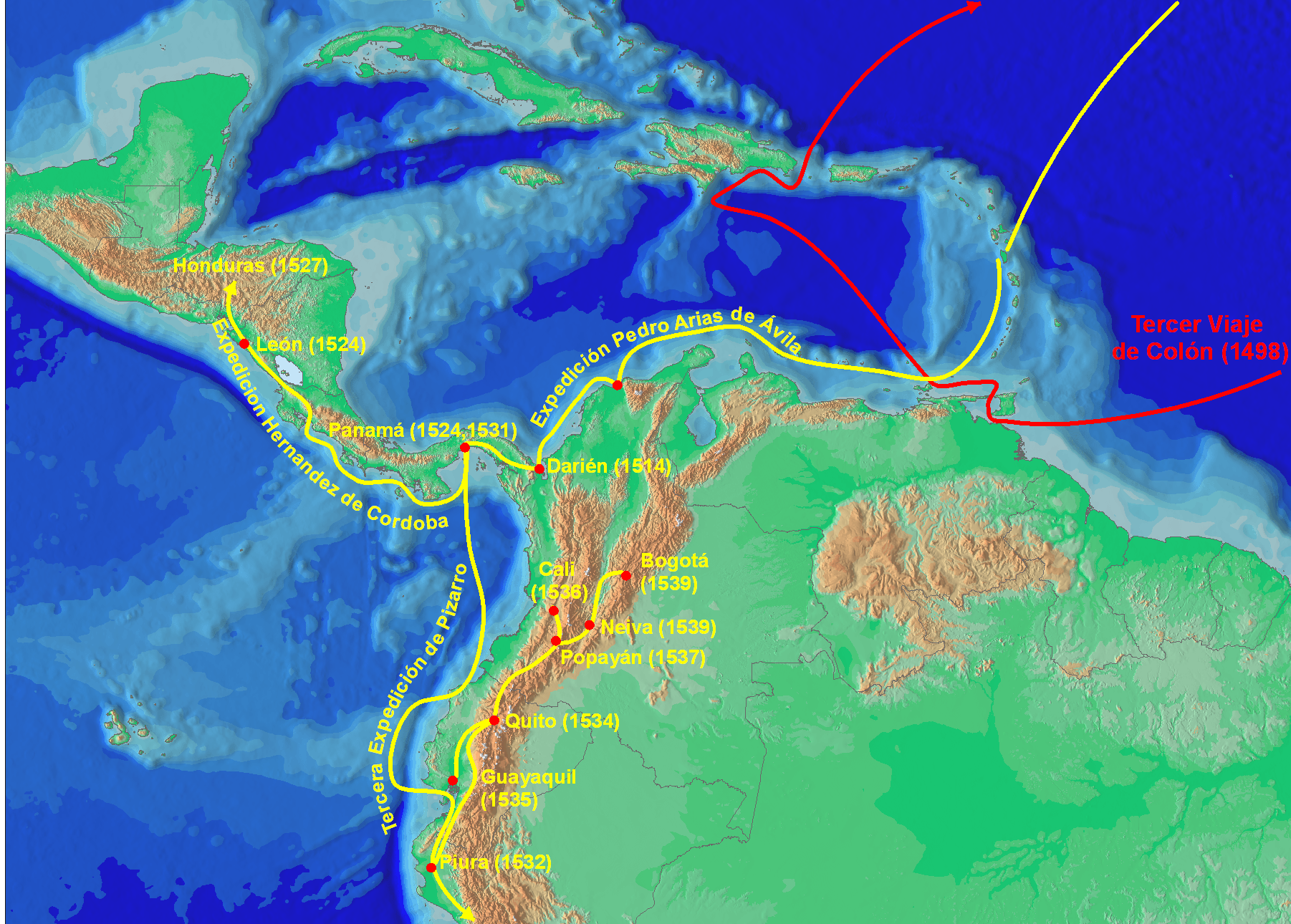
Ruta i conquesta de Belalcázar.

## Gastronomia

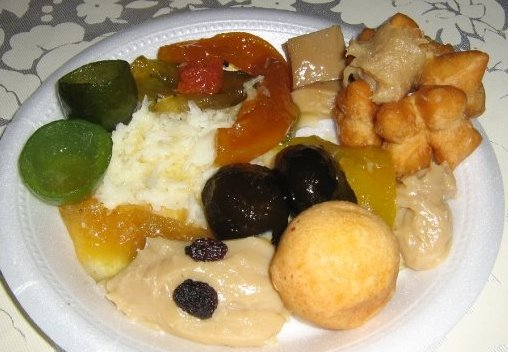
Plato de Nochebuena

Per la gastronomia de Popayan la ciutat ha rebut la consideració per part de la UNESCO com Ciutat de la Gastronomia o Ciutat Gastronòmica de la Humanitat essent l'única ciutat de Llatinoamèrica que té aquesta distinció.
Els plats típics de la ciutat són una herència de la interacció cultural espanyola i la indígena.